# Мой ангел (фильм, 2016)
«Мой ангел» (фр. Mon ange) — бельгийско-французская мелодрама 2016 года, поставленная режиссёром Гарри Клевеном. В 2018 году лента была выдвинута в трёх номинациях на бельгийскую национальную кинопремию «Магритт» и получила награду в категории «самая перспективная актриса».

## Сюжет
Анжел — невидимка. Парень все своё детство провёл с матерью Луизой, не выходя из дома. Однажды через окно Анжел увидел девочку и захотел с ней поговорить. Мадлен не увидела его, потому что она слепая. Они постоянно проводили вместе время и, повзрослев, влюбились друг в друга. Всё изменилось, когда у Мадлен появился шанс вновь обрести зрение. Анжел переживает, что девушка его бросит. Он боится сказать ей правду. Но девушка очень хочет увидеть своего любимого. Однако даже со зрением ей это никогда не удалось. Она может видеть и чувствовать Анжела только с закрытыми глазами.